# 4224 Susa
4224 Susa (1988 KG) là một tiểu hành tinh vành đai chính được phát hiện ngày 19 tháng 5 năm 1988 bởi Eleanor F. Helin ở Palomar.